# ملعب فاروسي (نيرغهازا)
ملعب فاروسي (بمعنى ملعب البلدة) هو ملعب متعدد الاستخدام في نيرغهازا، المجر. غالباً ما يتم استخدامه لمباريات كرة قدم وهو الملعب الأساسي لنادي نيرغهازا سبارتاكوس. يتسع لجلوس 16,500 متفرج.